# Jake Cherry
Jake Cherry (15 de septiembre de 1996) es un actor estadounidense conocido por interpretar a Nick Daley en Night at the Museum y como hijo de Edie Britt, Travers McLain, en Desperate Housewives. Su debut fue al lado de Jennifer Aniston en Amigos con dinero. También apareció en Fox en la breve serie de Head Cases. Es el hermano mayor de Andrew Cherry, también actor.

## Inicios
Cherry comenzó su carrera actuando en anuncios cuando sólo tenía dos años, acompañando a su hermano mayor a las pruebas. Desde entonces ha participado en más de veinte anuncios de ámbito nacional.
Jake Cherry es conocido por actuar en la película Night at the Museum como hijo de Larry, Night at the Museum: Battle of the Smithsonian y Amigos con dinero. En 2009 actuó en el papel de Frank, hijo menor de Catherine Zeta-Jones, en la película The Rebound. En 2010 participó en la película El aprendiz de brujo, donde interpretó el personaje de Dave Stutler de niño. También participó en un episodio de la serie Dr. House en su quinta temporada.

## Filmografía

### Cine
| Año  | Título                                         | Personaje             | Notas |
| ---- | ---------------------------------------------- | --------------------- | ----- |
| 2006 | Night at the Museum                            | Nicholas "Nick" Daley |       |
| 2009 | Night at the Museum: Battle of the Smithsonian | Nicholas "Nick" Daley |       |
| 2009 | The Rebound                                    | Frank Jr.             |       |
| 2010 | The Sorcerer's Apprentice                      | Joven Dave            |       |
| 2011 | The Son of No One                              | Jonathan White        |       |
| 2012 | Transit                                        | Kenny                 |       |
| 2014 | Hits                                           | Cory                  |       |

### Televisión
| Año       | Título                        | Personaje        | Notas                                         |
| --------- | ----------------------------- | ---------------- | --------------------------------------------- |
| 2003-2004 | Blue's Clues                  | Jack / Goblin    | Episodio: "Adventure!"                        |
| 2004      | Kat Plus One                  | AJ               | Película de televisión                        |
| 2004      | Miracle Run                   | Joven Stephen    | Película de televisión                        |
| 2004      | Third Watch                   | Sean             | Episodio: "Black and Blue"                    |
| 2005      | Head Cases                    | Ryan Payne       | 5 Episodios                                   |
| 2005      | The Boondocks                 | Tantruming Kid   | Voz. Episodio: "Guess Hoe's Coming to Dinner" |
| 2006      | Friends with Money            | Wyatt            | Película de televisión                        |
| 2006      | Bones                         | Donovan Decker   | Episodio: "The Woman in the Car"              |
| 2007      | Desperate Housewives          | Travers McLain   | 5 Episodios                                   |
| 2007      | The 4400                      | Brandon Powell   | Episodio: "Fear Itself"                       |
| 2008      | Pretty/Handsome               | Oliver Fitzpayne | Película de televisión                        |
| 2009      | House                         | Zack             | Episodio: "Painless"                          |
| 2009      | Criminal Minds                | Stanley Wolcott  | Episodio: "The Big Wheel"                     |
| 2011      | The Haunting Hour: The Series | Christopher      | Episodio: "Afraid of Clowns"                  |
| 2015      | Blue Bloods                   | Victor Bajek     | Episodio: "Payback"                           |

## Premios y nominaciones
| Año  | otorga              | Premio                                                              | Trabajo                                        | Resultado |
| ---- | ------------------- | ------------------------------------------------------------------- | ---------------------------------------------- | --------- |
| 2004 | Young Artist Awards | Mejor desempeño en un Comercial                                     | Vlasic Pickles                                 | Nominado  |
| 2007 | Young Artist Awards | Mejor desempeño en un Largometraje – Actor joven de 10 años o menor | Night at the Museum                            | Nominado  |
| 2008 | Young Artist Awards | Mejor desempeño en una Serie de televisión – Actor joven recurrente | Desperate Housewives                           | Nominado  |
| 2010 | Young Artist Awards | Mejor desempeño en un Largometraje – Joven Actor de soporte         | Night at the Museum: Battle of the Smithsonian | Nominado  |